# XPoSat
XPoSat (X-ray Polarimeter Satellite) est  un petit télescope spatial à rayons X mous développé par  l'agence spatiale indienne, l'ISRO, lancé le 1er janvier 2024. Il a pour objectif de mesurer la polarisation de sources de rayons X durant 5 ans à l'aide de compteurs proportionnels à gaz. 

## Contexte
La polarisation du rayonnement X émis par les différentes sources de cette nature d'ondes électromagnétiques (pulsars X, binaires X, rémanents de supernova, noyaux de galaxie active  est un domaine inexploré de l'astrophysique des hautes énergies. Une seule expérience de mesure de la polarisation est effectuée jusque là et on ne dispose de données que pour la nébuleuse du Crabe. Un polarimètre Thomson permettant d'effectuer ce type de mesure dans les longueurs d'onde différentes comprises entre 5 et 30 keV est développé et mis au point à l'Institut de recherche Raman, centre de recherche indien installé à Bangalore.  
La mission XPoSat est une des trois missions spatiales scientifiques avec la sonde spatiale lunaire Chandrayaan-2 et l'observatoire solaire Aditya développée par l'ISRO dans la deuxième moitié de la décennie 2010.
L'agence spatiale américaine, la NASA, développe de son côté Imaging X-ray Polarimetry Explorer (IXPE) un observatoire spatial mesurant également la polarisation du rayonnement X mais dans des longueurs d'onde différentes (3-8 keV). Cette mission est lancée en décembre 2021.

## Objectif de la mission
La mission a pour objectif de mesurer la polarisation (mesurée en degrés et direction) de 50 sources potentielles dans la bande d'énergie 5 à 30 keV. La durée de la mission est de 5 ans.

## Caractéristiques techniques
L'observatoire spatial est construit autour d'une plate-forme IMS-2 modifiée. L'énergie est fournie par des panneaux solaires déployés en orbite. La précision du pointage est de 0,1°. La charge utile, d'une masse de 125 kilogrammes, est constituée par des compteurs proportionnels à gaz avec une superficie totale de 640 cm2. Les diffuseurs du polarimètre POLIX (Polarimeter Instrument in X-rays) sont réalisés en béryllium/lithium. L'instrument est fourni par l'Institut de recherche Raman. 

## Déroulement de la mission
Le satellite est lancé le 1er janvier 2024 par un PSLV-DL depuis le centre spatial Satish-Dhawan.
L'observatoire spatial est placé sur une orbite terrestre basse circulaire à une altitude de 500-700 km avec une inclinaison orbitale inférieure ou égale à 30°. Le satellite est en rotation lente (0,2 tour par minute). L'observatoire génère un flux de données quotidien maximal de 6 gigabits.